# تسوچیا میچینائو
تسوچیا میچینائو، (به ژاپنی: 土屋逵直); ۱ ژانویهٔ ۱۶۵۹ – ۱۴ سپتامبر ۱۷۳۰ یک سامورایی، هاتاموتو در نیمه نخست دوره ادو اهل ژاپن بود.